# Río Vienne
El río Vienne (en occitano Vinhana o Viena, en poitevin-santongeais Viéne) es un río de Francia, uno de los principales afluentes del río Loira. Nace a 920 m s. n. m. en la meseta de Millevaches, en el departamento de Corrèze. Es afluente por la izquierda del Loira, en el cual desemboca en la población de Candes-Saint-Martin (Indre y Loira), a 27 m s. n. m. Su longitud es de 372 km. De entre sus afluentes destaca el río Creuse.
El Vienne recorre los departamentos de Corrèze, Alto Vienne, Charente, Vienne e Indre y Loira, y marca durante un corto tramo la frontera entre Creuse y Alto Vienne. Las principales ciudades que atraviesa son Limoges, Confolens, L’Isle-Jourdain, Chauvigny, Châtellerault y Chinon.
Se encuentran peces migratorios, como la lamprea, la anguila o el salmón. Tiene una longitud navegable de 83 kilómetros, desde Chitré (Vienne) a su desembocadura, no presentando esclusas. Sirve para la refrigeración de la central nuclear de Civaux.

## Enlaces externos

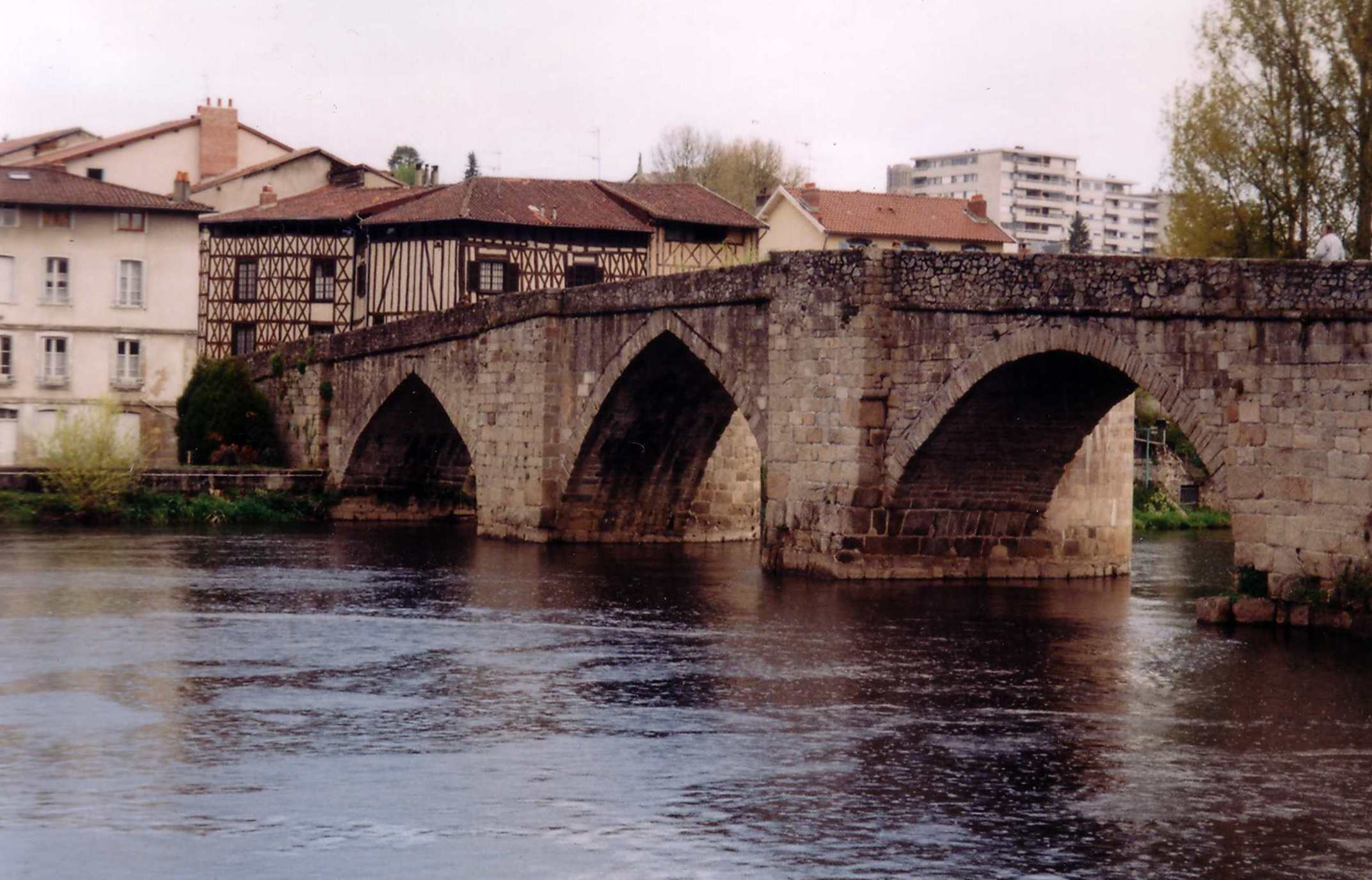
El Vienne en Limoges, bajo el puente de San Marcial.